# 溫德心
溫德心（Bill Vander Zalm，本名，1934年5月29日—），加拿大政治人物和商人，1986年至1991年間擔任第28任卑詩省省長及卑詩社會信用黨黨領，因出售奇幻花園遊樂場而捲入利益衝突醜聞後下台。2009年至2011年間他高調反對時任省政府推行合併銷售稅，並發起簽名運動要求省政府就此議題進行公投，再受公眾注意。

## 早年生活
溫德心於荷蘭諾德韋克豪特出生，有七名姊妹弟，父親為鮮花商人，經常到美國和加拿大推銷水仙花和百合花頭。1940年納粹德國入侵荷蘭後，他父親滯留加拿大，而在第二次世界大戰期間養活一家八口的重任亦落在他母親身上。戰後他父親返回荷蘭與一家團聚，再於1947年帶領全家移民加拿大，在卑詩省菲沙河谷定居，並於當地購入十畝農地來繼續經營種花事業。當時溫德心除了上學外，亦在父親的農地上工作。
他17歲從中學畢業，本來打算上大學攻讀法律系，但因父親健康轉差而放棄學業並改為接管家族生意。他與利利安·米哈力（Lillian Mihalic）結婚後遷至素里，後再購入一間園圃公司。

## 晉身政壇
1965年，溫德心當選素里區議員，首度出任公職。他再於1969年當選素里長官，至1975年卸任為止。他曾於1968年聯邦大選代表加拿大自由黨競逐國會下議院素里選區議席，1972年競逐卑詩自由黨黨魁職務，又於同年省選中代表卑詩自由黨競逐省議會素里選區議席，但皆告落選。
他後於1974年轉投卑詩社會信用黨（簡稱社信黨），並於1975年省選中代表該黨贏取省議會素里選區議席。社信黨在該屆省選中告捷並重拾執政權，而省長貝內特亦委任溫德心為人力資源廳長。貝內特起初並未器重溫德心，但隨著溫德心在黨内的支持度陸續上升，貝內特亦於1978年重組內閣時調任溫德心為城鎮事務廳長。溫德心出任該職期間，大溫哥華地區捷運項目轉交省政府負責；他並促成該項目從路面輕鐵改為架空列車。
溫德心於1979年省選連任後留任城鎮事務廳長，1982年改任教育廳長，1983年則因在一項土地用途議題上與黨團出現意見分歧而辭去廳長職務，在同年5月舉行的省選中也沒有在其素里選區尋求連任省議員。他於1984年聯同太太以170萬加元購入列治文一塊面積達8.5公頃（21英畝）的植物園地皮，並將之改成奇幻花園遊樂場（Fantasy Gardens，又作）。同年他代表無黨派協會參與溫哥華市長選舉，但敗於尋求連任的哈葛。

## 省長生涯

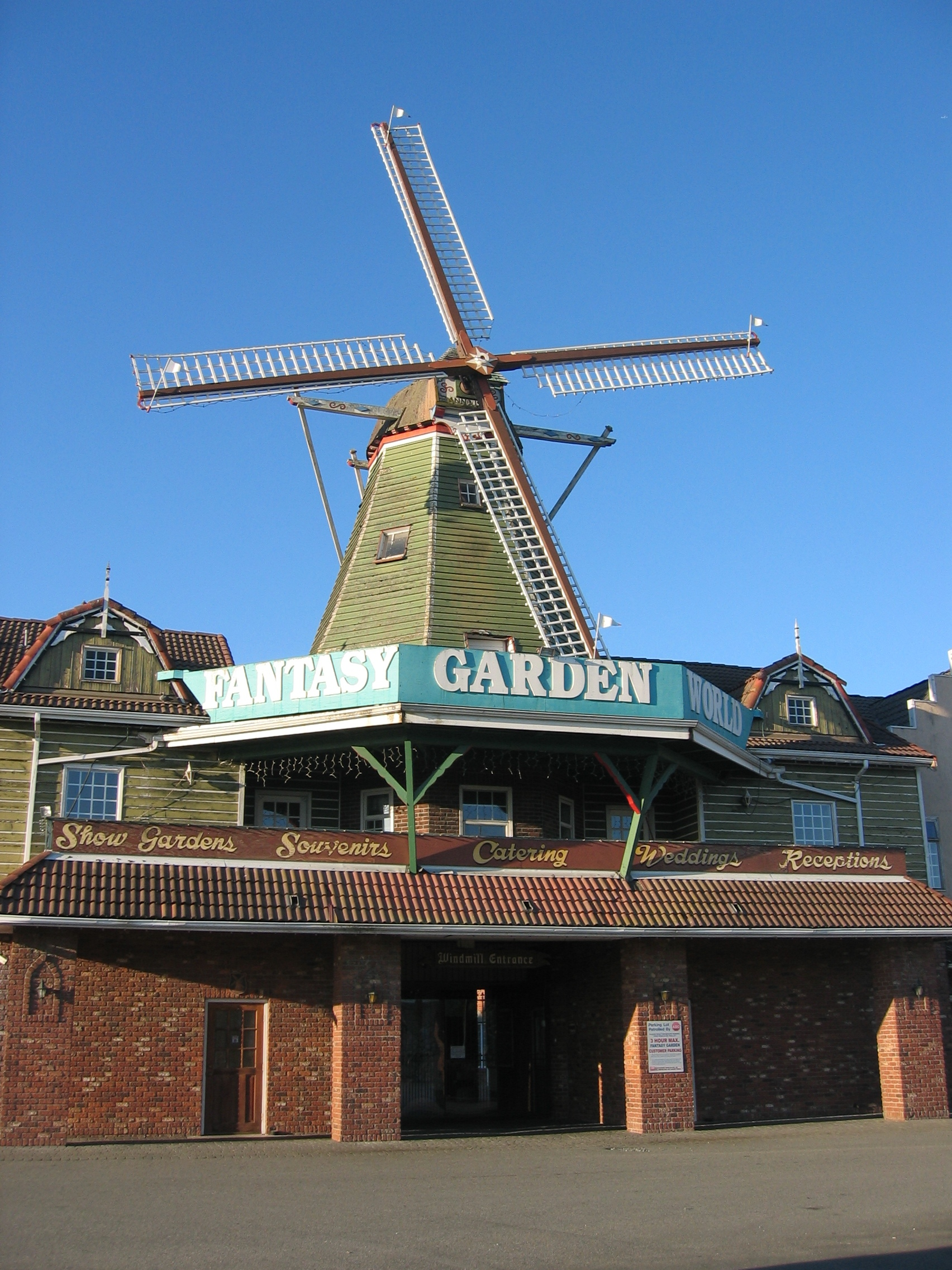
奇幻花園

省長貝內特於1986年宣佈退休，溫德心其後參與角逐社信黨黨魁職務。他於同年7月舉辦的黨魁選舉中壓倒另外11名候選人（包括日後出任總理的金·坎贝尔），經過四輪投票後順利當選，再於同年8月6日宣誓就任省長。然而，他當時在省議會中沒有議席。他於同年9月24日請示省督解散省議會，並將省選日期定於同年10月22日。他在這次省選中代表社信黨出戰列治文選區，並順利贏取該選區兩個議席之一重返省議會。他亦帶領社信黨在全省69個議席中贏取47席，讓該黨以多數政府姿態繼續執政。
1990年，溫德心因出售奇幻花園遊樂場捲入轟動一時的利益衝突醜聞。當年9月7日，溫德心夫婦宣佈將奇幻花園售予台灣富商鄭周敏旗下的集團，售價約為1600萬元。同月22日，《溫哥華太陽報》報道指溫德心本人持有奇幻花園公司的83%股權，與他較早前指公司大部分股權屬於妻子的説法有所矛盾。1991年2月13日，卑詩最高法院公開部分相關文件，當中溫德心太太於1990年8月致函鄭周敏時，提到溫德心已為鄭氏安排與卑詩内閣廳長會面商討在省内開辦銀行，其他文件則顯示溫德心在出售奇幻花園的過程有直接牽連。
1991年2月15日，溫德心宣佈將奇幻花園事件交予利益衝突調查專員泰德·曉士（Ted Hughes）處理。在自己和家人就奇幻花園事件面對極大壓力的情況下，溫德心於同年3月29日宣佈下台。他堅稱沒有犯錯，又表示計劃留任省長至社信黨選出新黨魁為止。
曉士的報告書於同年4月2日公佈，指溫德心明顯違反利益衝突法規。同時，社信黨内要求溫德心即時下野的呼聲漸高，令卑詩省政府陷入憲制危機。時任省督林思齊諮詢法律意見後，決定在背後出面勸退溫德心，溫德心亦於曉士報告書發表同日卸下省長職務，由莊思頓接任。他其後再被控違反誠信，但卑詩最高法院於1992年裁定他罪名不成立。
溫德心領導下的社信黨在社會議題上趨向保守，令部分原本支持該黨的中間選民轉投卑詩自由黨。連帶溫德心醜聞影響下，社信黨民望大跌，縱使莊思頓繼任黨魁亦無補於事。該黨在1991年10月省選中失去執政地位，省議會75個議席中只佔七席，落後新民主黨和自由黨而成為第三大黨。經此一役，社信黨元氣大傷並一直未能復元，從1996年起每屆省選皆沒有候選人當選，到2013年終告解散。
溫德心在2008年出版的自傳中，表示委託曉士調查奇幻花園事件是他「一生犯下最大的錯誤」（"I now know this was the biggest mistake of my entire life."）。

## 近年發展

### 邊緣政黨
溫德心離開社信黨數年後加入卑詩改革黨成為其主席，再於1999年11月當選該黨黨魁。他於1999年12月代表卑詩改革黨參與省議會三角洲南選區議席補選，以4,740票之差敗於省自由黨候選人羅德蕙。數個右翼省級政黨其後商討合併成卑詩團結黨，而溫德心亦有意將卑詩改革黨併入該黨，但遇到改革黨内的中間派人士大力反對而作罷。溫德心及其支持者遂轉投卑詩團結黨，但他本人則沒有競選該黨黨魁，亦未有參與2001年省選。

### 反對合併銷售稅運動
2009年，時任省長金寶爾領導的自由黨省政府宣佈從2010年7月1日起實行合併銷售稅（HST），把原來的5%聯邦貨勞稅和7%省銷售稅合併成一個稅率為12%的統一稅制。新稅制備受爭議，而溫德心亦成為最高調反對HST的知名人士之一。他聯同其他反HST人士在全省85個選區發起簽名運動，募求在2010年6月30日或之前在每一個選區中取得該區最少10%合資格選民的簽名，從而逼使省府按照卑詩省法例舉行公投讓省民決定是否實行HST。
2010年6月30日，溫德心親自將逾70萬個反HST簽名請願書送交卑詩選舉事務處。同年8月11日，卑詩選舉事務處裁定反HST陣營的聯署有效，但由於六個商界團體入稟法院要求就聯署進行司法覆核，選舉處主任決定待有關法律程序完結後才作進一步行動；溫德心對此表達不滿。同月20日，卑詩最高法院裁定聯署有效。HST則如期於同年7月1日實行。
HST公投於2011年6至7月透過郵遞選票方式舉行，結果於同年8月26日公佈，全省1,610,125張有效票中54.73%選擇廢除HST；省府表示需要18個月的時間來恢復舊稅制。溫德心指這是「歷史性的一刻」，又呼籲省府盡快廢除HST。

### 誹謗官司
2008年，溫德心出版自傳《以民為本》（For The People），在書中指曉士當年處理奇幻花園事件時立場偏頗，又謂報告書的結論帶有政治動機。曉士謂他於2009年夏季得悉溫德心的指控後感到「震驚」和「沮喪」，但由於溫德心當時已淡出政壇多年，大衆亦沒有特別留意該自傳，因此本來沒有打算採取法律行動。但隨著溫德心帶領反HST行動受到外界注目，自傳亦得到更多宣傳，曉士因此於2010年10月入稟法院控告溫德心誹謗。
卑詩最高法院於2012年初開庭審理此宗訴訟，同年2月9日陪審團裁定溫德心誹謗罪成立，並需賠償曉士6萬元。曉士其後要求溫德心支付他訴訟費用的雙倍，並在全省四份主要報章上刊登道歉啟示；同月28日法院裁定溫德心只需支付曉士訴訟費的原數，並無需登報致歉。

### 引用書籍
- Frans J. Schryer. . Wilfrid Laurier University Press. 1998: 148. ISBN 0889206171.
- R. G. Harvey. . Heritage House Publishing Co. 2004: 122–126. ISBN 189438475X.